# 사향단풍나무

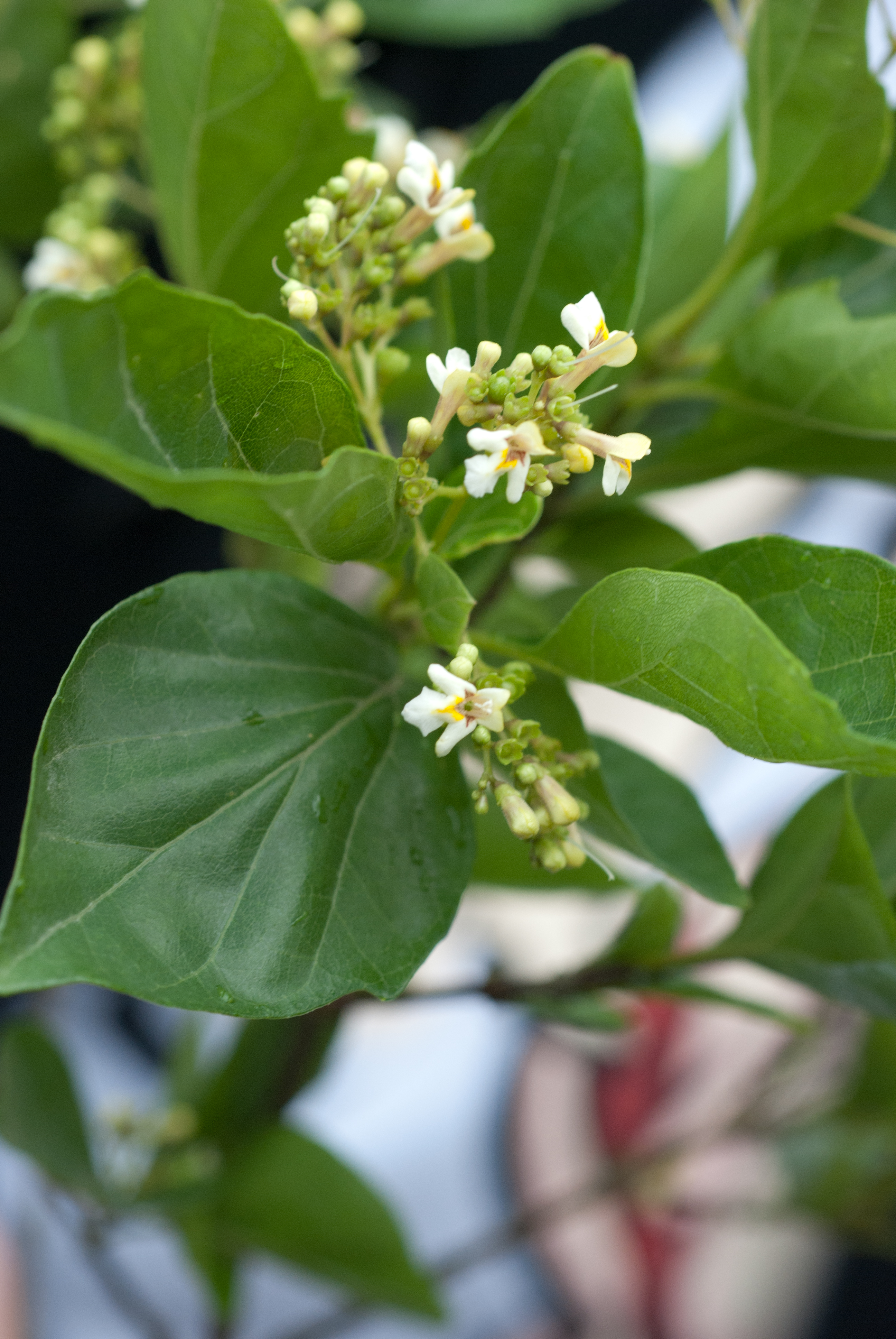

사향단풍나무(Premna microphylla, 프렘나 마이크로필라)는 꿀풀과에 속하는 나무이다.

## 설명
대부분 부드러운 줄기와 가지가 있다. 식물의 높이는 2~6m(6피트 7인치~19피트 8인치), 너비는 약 3m(9.8피트)에 이른다. 나노파네로파이트(nanophanerophyte) 또는 파네로파이트(phanerophyte)로 자란다.